# Brufe (Vila Nova de Famalicão)
Brufe é uma freguesia portuguesa do município de Vila Nova de Famalicão, com 2,51 km² de área e 2294 habitantes (censo de 2021). A sua densidade populacional é 913,9 hab./km².

## Demografia
A população registada nos censos foi:
| Distribuição da População por Grupos Etários | Distribuição da População por Grupos Etários | Distribuição da População por Grupos Etários | Distribuição da População por Grupos Etários | Distribuição da População por Grupos Etários |
| -------------------------------------------- | -------------------------------------------- | -------------------------------------------- | -------------------------------------------- | -------------------------------------------- |
| Ano                                          | 0-14 Anos                                    | 15-24 Anos                                   | 25-64 Anos                                   | > 65 Anos                                    |
| 2001                                         | 365                                          | 343                                          | 1272                                         | 308                                          |
| 2011                                         | 309                                          | 249                                          | 1264                                         | 409                                          |
| 2021                                         | 305                                          | 233                                          | 1205                                         | 551                                          |

## Coletividades
- Brufense Atlético Clube
- Associação Cultural e Desportiva de S.M. de Brufe
- Corpo Nacional de Escutas
- BrufeBTT